# Distrikt La Victoria (Lima)
Der Distrikt La Victoria ist einer der 43 Stadtbezirke der Region Lima Metropolitana in Peru. Er besitzt eine Fläche von 8,74 km². Beim Zensus 2017 wurden 173.630 Einwohner gezählt. Im Jahr 1993 lag die Einwohnerzahl bei 226.857, im Jahr 2007 bei 192.724. Der Distrikt wurde am 2. Februar 1920 gegründet. Die Distriktverwaltung befindet sich auf einer Höhe von 133 m.

## Geographische Lage
Der Distrikt La Victoria liegt 2 km südlich vom Stadtzentrum von Lima. Der Distrikt hat eine maximale Längsausdehnung in NNW-SSO-Richtung von 3,7 km sowie eine maximale Breite von 3,6 km. Der Distrikt grenzt im Westen und Norden an den Distrikt Lima (Cercado de Lima), im Nordosten an den Distrikt El Agustino, im Osten an den Distrikt San Luis, im Südosten an den Distrikt San Borja, im Süden an den Distrikt San Isidro sowie im Südwesten an den Distrikt Lince.